# Windorf
Windorf je městys v německé spolkové zemi Bavorsko, v zemském okrese Pasov ve vládním obvodu Dolní Bavorsko.
Žije zde přibližně 5 100 obyvatel.

## Geografie
Obec leží na levém břehu řeky Dunaj.

### Sousední obce
| Růžice kompasu | Hofkirchen             | Eging am See | Aicha vorm Wald | Růžice kompasu |
| Růžice kompasu |                        | Sever        | Tiefenbach      | Růžice kompasu |
| Růžice kompasu | Windorf                |              | Tiefenbach      | Růžice kompasu |
| Růžice kompasu | Jih                    |              | Tiefenbach      | Růžice kompasu |
| Růžice kompasu | Vilshofen an der Donau |              | Pasov           | Růžice kompasu |